# تبيا
شركة تبيا المحدودة.، المعروف سابقاً باسم جهاز تبيان الكهربائي:هي الشركة المصنعة الصينية لمحولات الطاقة وغيرها من المعدات الكهربائية، ومطور لمشاريع النقل. جنبا إلى جنب مع المنافسين تيانوي باوبيان الكهربائية (TWBB) و مجموعة أكس دي، وهي واحدة من الشركات المصنعة الصينية الرئيسية للمحولات.

## روابط خارجية
- الموقع الرسمي